# Dok Rivers
Dok Rivers (engl. Glenn Anton "Doc" Rivers; Čikago, Ilinois, 13. oktobar 1961) američki je košarkaški trener i bivši košarkaš. Trenutno je trener Milvoki baksa. Tokom igračke karijere nastupao je na poziciji plejmejkera.

## Igračka karijera
Rivers je nastupao za nacionalni tim Sjedinjenih Američkih Država 1982. godine na Svetskom prvenstvu, na kojoj je osvojio srebrnu medalju. U finalnoj utakmici promašio je poslednji šut, koji je mogao njegovom timu da donese zlatnu medalju. Nakon treće godine na Marquette Univerzitetu, Rivers je draftovan u drugoj rundi (31. pik) na NBA draftu 1983. godine od strane Atlante Hawks. Naredne sedam godine provero je kao starter u Atlanti, gde je zajedno sa zvezdom tima Dominikom Wilkins-om ostvario zapažene rezultate u regularnom delu sezone. Beležio je dabl-dabl učinak u sezoni 1986-87 sa 12.8 poena i 10 asistencija po utakmici. Rivers je kasnije proveo godinu dana kao starter u Los Anđeles Klipersa i još dve sezone u Njujork Niksima, pre nego što je završio karijeru kao igrač San Antonio Sparsa za koje je nastupa od 1994. do 1996. godine.

## Trenerska karijera

### Orlando Magic (1999—2003)
Rivers započinje svoju trenersku karijeru u Orlandu 1999. godine, gde je trenirao ovaj tim više od 4 NBA sezona. Osvojio je nagradu za Trenera godine 2000. nakon svoje prve godine sa Orlandom. Te sezone, vodio je ovaj tim za koji se predviđalo poslednje mesto do mesta vrlo blizu plej-ofa. U naredne tri sezone uspešno je vodio Orlando, ali je 2003 godine dobio otkaz nakon katastrofalnog starta sezone.*

### Boston Celtics (2004—2013)
Nakon godinu fana radeći kao NBA komentator na ABC-u, preuzeo je Boston Seltikse. Tokom prve godine vodeći ovaj tim, kritikovan je od strane medija za njegov trenerski stil.
Nakon pobede nad Niksima od 109-93 21.januara 2008. godine, RIvers, kao trener sa najboljim procentom pobeda na Istoku, dobija čast da vodi Istok na All-star utakmici 2008. godine u Nju Orleansu. 17.juna 2008. Rivers je osvojio svoju prvu NBA titulu kao glavni trener pobedivši Los Anđeles Lejkerse u šest utakmica.
Rivers je vodio Boston Seltikse i do finala 2010 godine, gde su se još jednom susreli sa Los Anđeles Lejkersima, ali su ovog puta izgubili u sedam utakmica.
Nakon ovoga , Rivers je bio u nedoumici da li da ostane na poslu ili da se vrati u Orlando i više vremena provede sa porodicom. Nakon nekog vremena odlučio je da će završiti do kraja svoj ugovor sa Seltiksima. 13. maja 2011. nakon nekoliko meseci tračeva da će se penzionisati, ESPN je javio da su Boston i Rivers dogovorili petogodišnju saradnju vrednu $35 miliona.
6. februara 2013. godine Rivers je zabeležio 400-tu pobedu sa Bostonom pobedivši Toronto 99-95.

### Los Angeles Clippers (2013–2020)
25. juna 2013 godine, Los Anđeles Klipersi su draftovali svoj 2015 pik prve runde za Riversa. U svojoj prvoj sezoni na klupi Klipersa, Rivers je vodio tim do 57 pobeda što je najviše pobeda u sezoni u istoriji franšize. 16. juna 2014. godine Klipersi su promovisali Riversa u Predsednika za košarkaške operacije, tako da sada obavlja dve funkcije istovremeno. Samim tim, Rivers ima poslednju reč kada su u pitanju transferi igrača. 27. avgusta 2014. godine potpisao je novi petogodišnji ugovor sa Klipersima. 
16. januara 2015. Rivers je postao prvi trener koji je trenirao svog sina, Austina Riversa.*